# 慕尼黑莫萨赫车站
慕尼黑莫萨赫车站（德語：Bahnhof München-Moosach），地鐵站名莫薩赫站（英語：Moosach），是一座慕尼黑地铁3号线和快轨1号线位于莫萨赫的一座车站，毗邻莫萨赫购物中心（内有考夫兰特超市等）。